# Teodora Raulena
Teodora Comnena Cantacuzena Paleologina Raulena (en griego: Θεοδώρα Κομνηνή Καντακουζηνή Παλαιολογίνα Ραούλαινα, romanizado: Theodóra Komniné Kantakouziní Palaiologína Raoúlaina; c. 1240-1300) fue una aristócrata bizantina, perteneciente a la familia imperial de Nicea.
Tuvo una alta formación educativa y participó en luchas políticas y religiosas. Tras enviudar de su segundo matrimonio, se consagró a una vida monástica donde tuvo oportunidad de desarrollar libremente su interés por la cultura.

## Biografía
Teodora Comnena Cantacuzena Paleologina nació en el Imperio de Nicea alrededor del año 1240. Fue la tercera hija del matrimonio formado por el gran doméstico Juan Cantacuceno e Irene Paleologina, hermana de Miguel Paleólogo, futuro emperador de Nicea y del Imperio bizantino.
Tuvo tres hermanas: Ana, María y Eugenia.
En 1256, con 16 años se casa por indicación del emperador de Nicea Teodoro II Láscaris con el gran doméstico Jorge Muzalon, un oficial de origen humilde que había ascendido en parte por su amistad de la infancia con Teodoro. En 1258, Muzalon fue nombrado corregente del hijo de Teodoro, fallecido por enfermedad, Juan IV Ducas Láscaris. 9 días tras el nombramiento, durante actos conmemorativos por la muerte de Teodoro, mercenarios irrumpieron en la iglesia y mataron a Muzalon, así como a sus hermanos y secretarios que se encontraban en el lugar en unos eventos que algunos historiadores han señalado como una conspiración de nobles encabezados por el megaduque, y tío de Teodora Raulena, Miguel Paleólogo. Durante el acto, la mayoría de mujeres presentes huyeron rápidamente, mientras que Teodora se quedó allí reprendiendo a los asaltantes al tiempo que su tío Miguel le espetaba que si no cesaba, ella seguiría el mismo destino que su marido.
Aunque no hay un consenso sobre el tema, algunos investigadores como Papadopoulos-Kerameu sostienen que de este matrimonio de dos años nació un hijo: Teodoro Muzalon, gran logoteta de Andrónico II.
En 1261, Miguel Paleólogo logra tomar Constantinopla y comenzar así la restauración del Imperio bizantino. Teodora Raulena se traslada a la capital junto a su familia. El mismo año se vuelve a casar. En esta ocasión con Juan Raúl Petralifas, entonces protovestiario. A partir de este matrimonio, Teodora comenzó a ser referida como Teodora Cantacuzena Paleologina Raulena y recibe el título de protovestiarisa. También de este matrimonio nacerán dos hijas: Irene y Ana.
En 1274, el XIV concilio ecuménico dividió a la corte bizantina (ya contrariada por el cisma arsenita) después de que en el mismo Miguel VIII firmase la unión de las Iglesias latina y griega, separadas hasta entonces por el Cisma de Oriente. En el bando opositor de esta decisión, liderado por el Patriarca José Galesiota y al que se adhirieron, entre otros, la madre de Teodora, entonces en vida monacal y conocida como Eulogia y ella misma, recién enviudada de su segundo matrimonio. Por este posicionamiento, ella y su madre fueron exiliadas de la corte a la fortaleza de San Gregorio, en el golfo de Nicomedia. Menos suerte tuvieron sus cuñados, los hermanos Raúl, que fueron cegados y encarcelados. El nombre de su madre y el de ella misma aparecen en un informe enviado por Miguel VIII al papa Nicolás III en 1278, citándolas como revoltosas cabecillas dentro de la familia imperial. Su madre acabó refugiada en la corte de su yerno, Constantino Tij (casado con su hija María) que ya estaba algo rehacio al posicionamiento bizantino por no devolver Mesembria y Anquíalo como dote de María tal como prometió si ésta tenía un hijo (Miguel Tij nació en 1277). A partir de entonces, el Imperio búlgaro fue el principal opositor del segundo concilio de Lyon.
Teodora Raulena por su parte, se mantuvo en su exilio de Anatolia durante 10 años, hasta diciembre de 1282 que murió su tío Miguel VIII. Con el nuevo emperador Andrónico II y su cambio en cuanto a la política religiosa del imperio, Teodora pudo volver a Constantinopla y le fue conferido el permiso de restaurar el monasterio de San Andrés en Krisei, donde realizó sus votos monásticos a imitación de su madre.

## Obras
Durante su estancia en Anatolia, Teodora redactó Vita sobre los hermanos Teodoro y Teófanes, iconódulos del siglo IX, una obra que se ha analizado como una alusión velada a los sufrimientos soportados por cuantos se oponían a la política religiosa y estatal de la tiranía imperial en Bizancio.